# فتح‌آباد (تبریز)
فتح‌آباد یکی از محلات شهر تبریزاستان آذربایجان شرقی است که در داخل محدوده شهرک خاوران بخش مرکزی شهرستان تبریز واقع شده‌است.

## نام
نام قدیمی این محل پتاوا بود.